# Rio Itapetinga
O rio Itapetinga é um rio brasileiro do estado de São Paulo.